# 譚元方
譚元方（17世紀—17世紀），字正則，號隱林、又号錦秋，湖廣承天府沔陽州景陵縣籍，江西吉安府安福縣人，明朝、南明政治人物。

## 生平
譚元方是天啟七年湖廣鄉試解元譚元春之弟，天啟四年（1624年）中舉人，崇禎四年（1631年）登會試副榜，弟譚元禮登同年進士。授高苑知縣，為政精敏豁達，判案迅速，有禦賊功勞而調任汶上知縣；政績上奏後陞蘇州海防同知，再調淮安邳宿管河同知分管鹽運，當時河道堵塞，船隻無法通行，朝廷連坐各大臣，他開泇河減殺水勢暢通漕運，並開鑿新渠四十里，事聞後獲賜秩加金。
之後譚元方陞官廣西柳州知府，誠心愛民、口碑載道，調用蘄黃道監軍，但未任就改補廬州知府，陞江西安廬兵備道僉事、河南按察司副使，招撫流移、誅殺白蓮教民，弘光年間改浙江參議，不久以老病致仕，南京失陷後隱居東陽，被清軍擒獲不屈而死，年六十九歲，二名女兒也自縊而死。

## 引用
1. ↑  《崇祯四年辛未科三百五十名进士履历》：谭元礼，柘皋，诗二房，己巳三月二十六日生。景陵籍吉安人……
2. 1 2  道光《天門縣志·卷二十三·宦蹟傳》：譚元方，字正則，號隱林，別號錦秋，天啓甲子舉人，知山東高苑令，蒞事精敏豁達，剖斷如流，以禦賊有功調汶上縣，奏績陞蘇州海防同知，復調淮安府邳宿分管鹽運，時海壅河決，漕艘不繼，連坐諸大臣，元方開泇河殺水勢通漕運，鑿新渠四十里，疏聞賜秩加金。陞廣西柳州知府，誠心愛民、口碑載道，調用蘄黃監軍未任，復補廬州太守，陞安廬兵備道、河南按察司副使，招撫流移、誅鋤蓮妖，旋以老疾致仕，國朝屢徵弗起，優游林下，年六十九終。
3. ↑  《曹學佺與晚明文學史》：崇禎三年（1630）秋，弟元聲、元禮赴江夏考試，元禮中鄉試。（譚元春）遂與元方、元禮同時赴京。次年春試，元禮中進士，授吳興知縣，改德清；元方中乙榜，授山東高苑知縣；元春不第。
4. ↑  錢海岳《南明史·卷三十五·列傳第十一》：（弘光）時浙、閩司道：……譚元方，字正則，景陵人，舉人元春弟。天啟四年舉於鄉。歷高苑、汶上知縣，蘇州同知，柳州、廬州知府，安廬僉事，招流亡，散妖黨。累轉河南副使、浙江參議。國亡，隱東陽，被執不屈死。二女經死。